# Mesanthura romulea
Mesanthura romulea là một loài chân đều trong họ Anthuridae. Loài này được Poore & Lew Ton miêu tả khoa học năm 1986.